# Оксалат ртути(I)
Оксалат ртути(I) — химическое соединение,
соль ртути и щавелевой кислоты
с формулой Hg2C2O4,
кристаллы,
не растворяется в воде.

## Физические свойства
Оксалат ртути(I) образует кристаллы.
Не растворяется в воде, р ПР = 12,7.